# ジョン・H・ヘンドリックソン

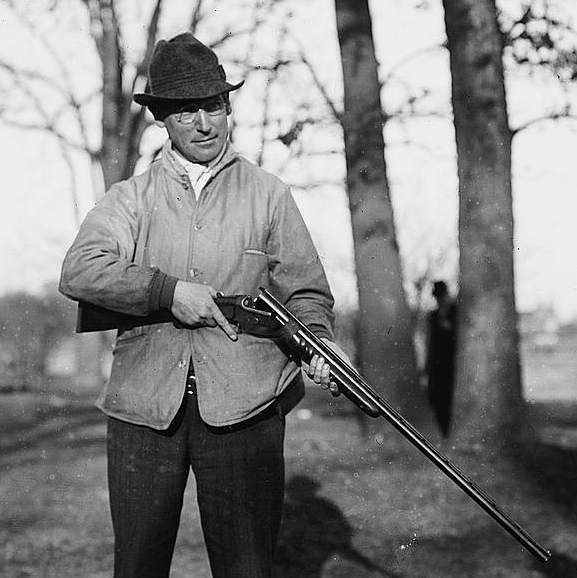
1912年

ジョン・H・ヘンドリックソン（英語: John H. Hendrickson、1872年10月20日 - 1925年2月24日）は、アメリカ合衆国の射撃選手。1912年の夏季オリンピックに出場した。

## 経歴
1872年10月20日、アメリカ合衆国でニューヨーク州のロングアイランドに生まれた。
1912年、クレー射撃の団体戦でアメリカチームのメンバーとして金メダルを獲得し、個人戦のトラップ競技では41位に終わった。
ニューヨーク州クイーンズ区で52歳で死去した。